# Обнажения девона на реке Оредеж у посёлка Белогорка
Обнажения девона на реке Оредеж у посёлка Белогорка — геологические обнажения, региональный геологический памятник природы. Расположены на реке Оредеж в Гатчинском районе Ленинградской области, недалеко от посёлков Белогорка и Новосиверская.
Представляет собой выход на поверхность геологических пород девонского и ордовикского возраста. В отложениях встречаются окаменелые фрагменты девонских кистепёрых и панцирных рыб, а также других животных. Видимая высота обнажения составляет от 2 до 8 метров, длина от 15 до 55 метров. По данным бурения, мощность пласта достигает 74 метров.
На территории памятника природы запрещаются все виды строительных, мелиоративных и горных работ, рубка леса, распашка земель, прокладка коммуникаций, захламление территории.

## Галерея

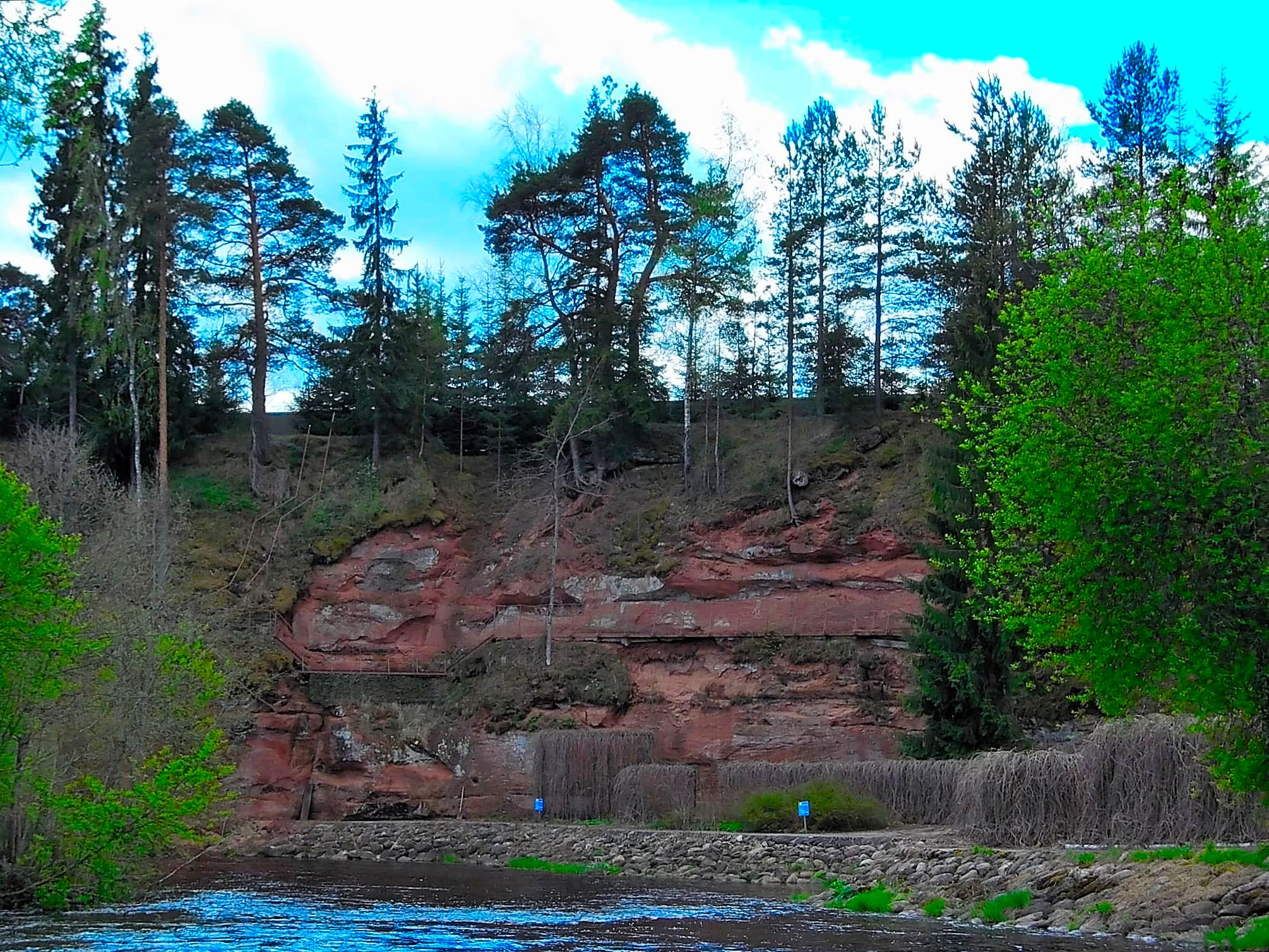
Обнажение в Новосиверской
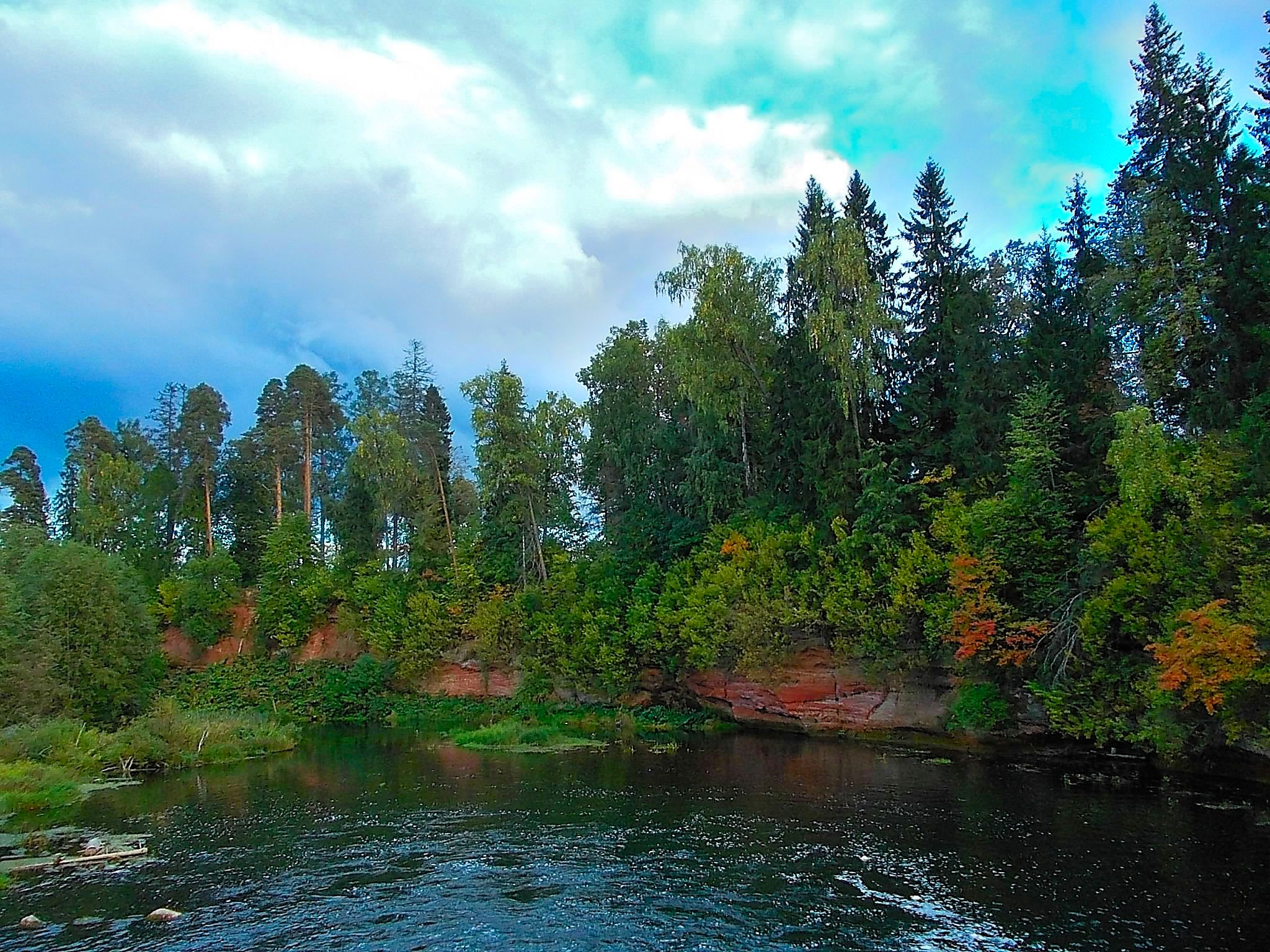
Геологические обнажения у Белогорской плотины
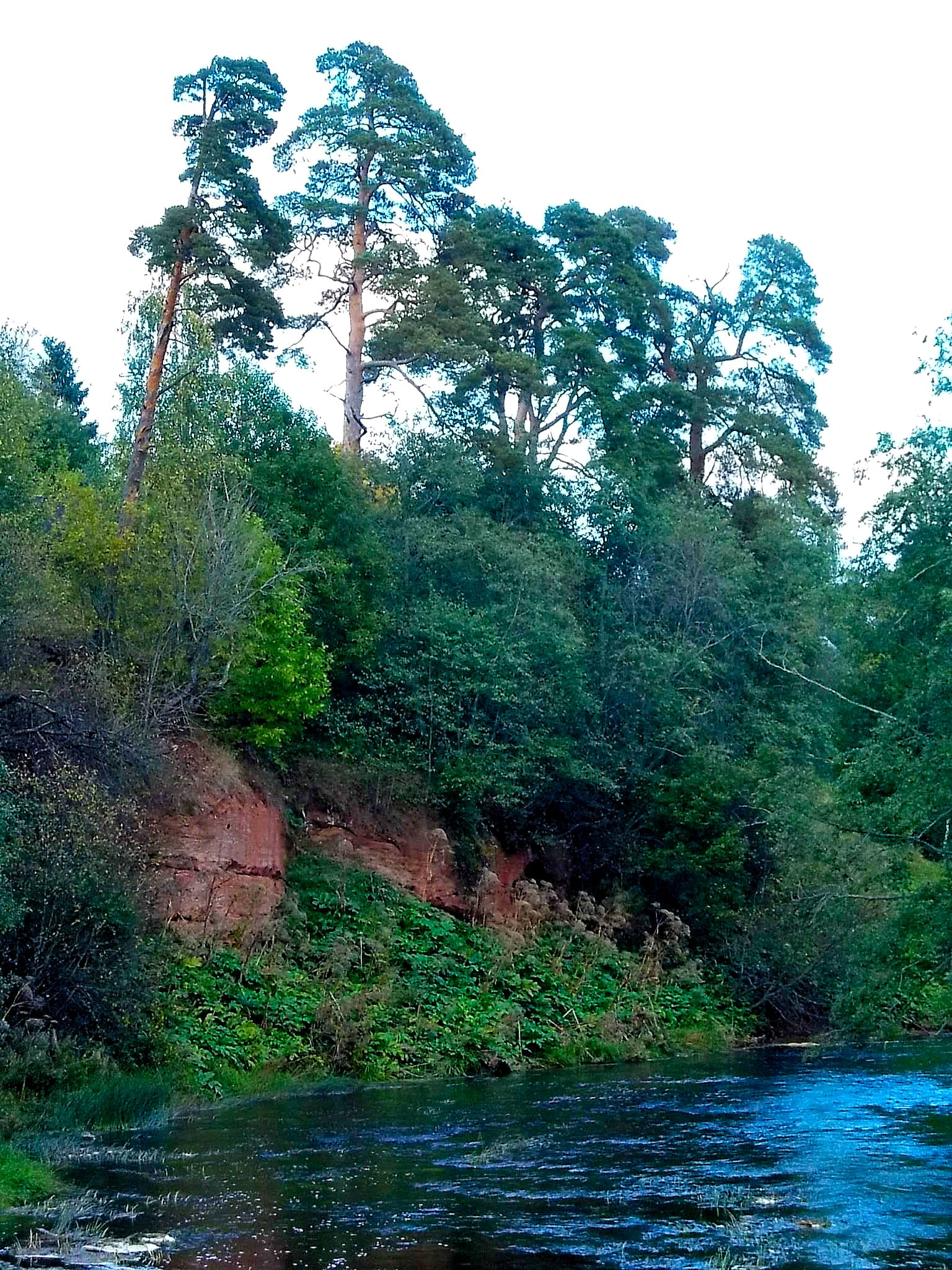
Геологические обнажения недалеко от Белогорки